# توماس فرينش
توماس فرينش (بالإنجليزية: Thomas French)‏ (10 يونيو 1821 - 7 أبريل 1909) هو لاعب كريكت بريطاني (وحمل سابقاً جنسية المملكة المتحدة لبريطانيا العظمى وأيرلندا).